# Heinrich Ille
Heinrich Ille (* 22. Oktober 1878 in Gernsheim; † 11. Januar 1932 in Mainz) war ein hessischer katholischer Pfarrer und Politiker (Zentrum) und ehemaliger Abgeordneter des Landtags des Volksstaates Hessen in der Weimarer Republik.
Heinrich Ille war der Sohn des Gendarmen Philipp Jakob Ille und dessen Frau Katharina geborene Hirsch.
Heinrich Ille wurde 1902 zum Priester geweiht und war 1904 Kaplan in Ober-Abtsteinach, 1907 in Krotzenburg, 1909 in Bingen-Büdesheim, später Dromersheim. 1910 war er Kaplan in Ockenheim, später Heldenbergen und 1911 in Ober-Hilbersheim. Später war er Pfarrer in Pfeddersheim und ab 1927 in Mainz.
Heinrich Ille gehörte 1927 bis 1931 eine Wahlperiode lang für das Zentrum dem hessischen Landtag an.